# Euphorbia jablonskiana
Euphorbia jablonskiana là một loài thực vật có hoa trong họ Đại kích. Loài này được Polatschek mô tả khoa học đầu tiên năm 1971 publ. 1972.